# Kermit's Swamp Years
Kermit's Swamp Years: The Real Story Behind Kermit the Frog's Early Years is een Amerikaanse kinderfilm uit 2002 over Kermit de Kikker, een van de Muppets.
Kermit vertelt hoe hij opgroeide in het moeras en hoe hij vervolgens met zijn vriendjes Croaker en Goggles op avontuur ging in de grote, boze buitenwereld.

## Poppenspelers
- Steve Whitmire - Kermit, Jack Rabbit en Chico
- Dave Goelz - Waldorf
- Jerry Nelson - Statler, Robin the Frog
- Joey Mazzarino - Goggles en schildpad 1
- Bill Barretta - Croaker, Horace D' Fly, Roy en schildpad 2